# أندي كاري
أندي كاري (بالإنجليزية: Andy Carey)‏ هو لاعب كرة قاعدة أمريكي، ولد في 18 أكتوبر 1931 في أوكلاند في الولايات المتحدة، وتوفي في 15 ديسمبر 2011 في كوستا ميسا في الولايات المتحدة.

## وصلات خارجية
- أندي كاري على موقعبيزبول رفرنس.كوم (الدوري الرئيسي) (الإنجليزية)
- أندي كاري على موقعبيزبول رفرنس.كوم (الدوري الثانوي) (الإنجليزية)